# Suaeda pannonica
Suaeda pannonica är en amarantväxtart som först beskrevs av Günther von Mannagetta und Lërchenau Beck, och fick sitt nu gällande namn av Karl Otto Robert Peter Paul Graebner. Suaeda pannonica ingår i släktet saltörter, och familjen amarantväxter. Inga underarter finns listade i Catalogue of Life.

## Bildgalleri

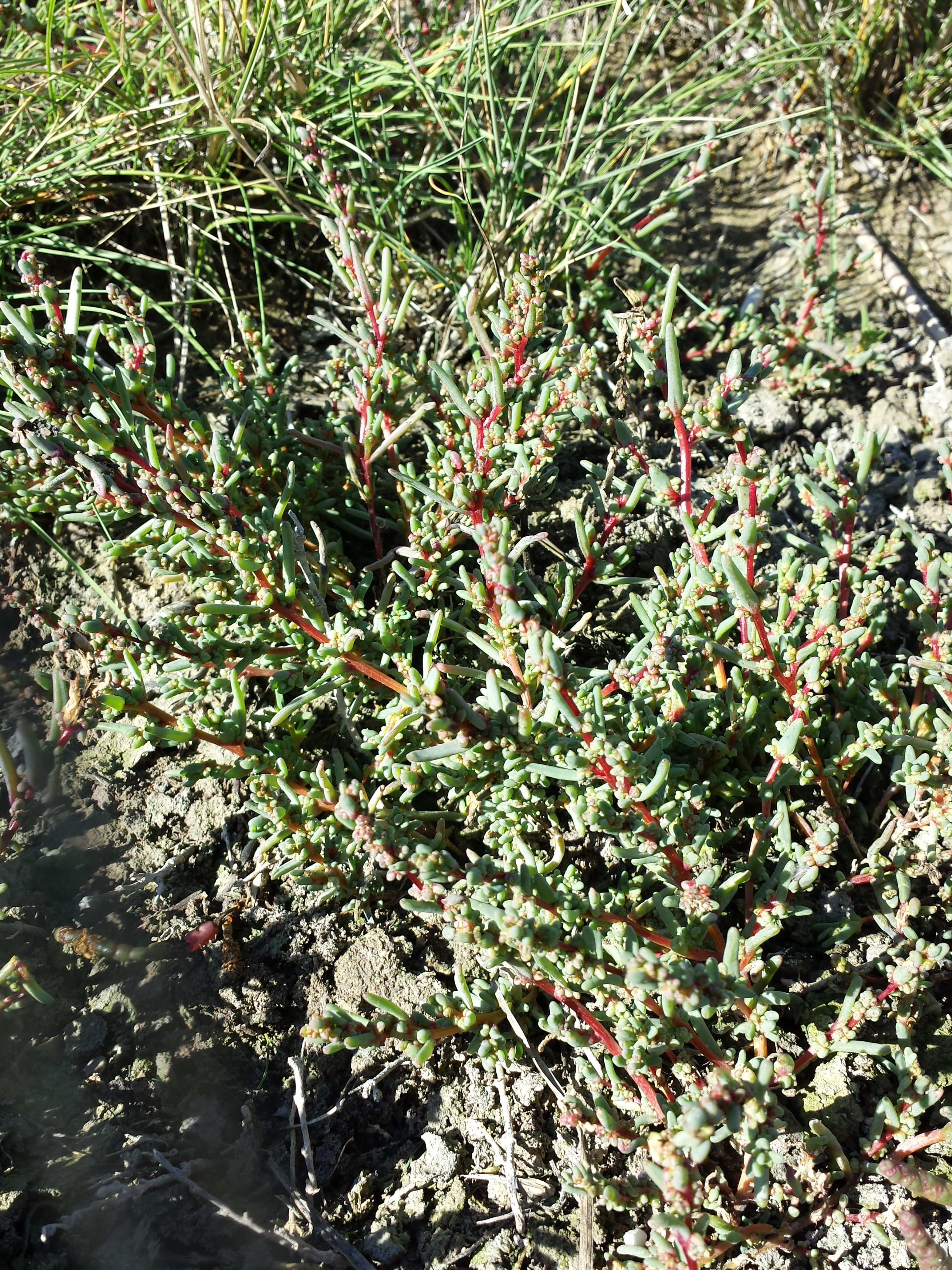
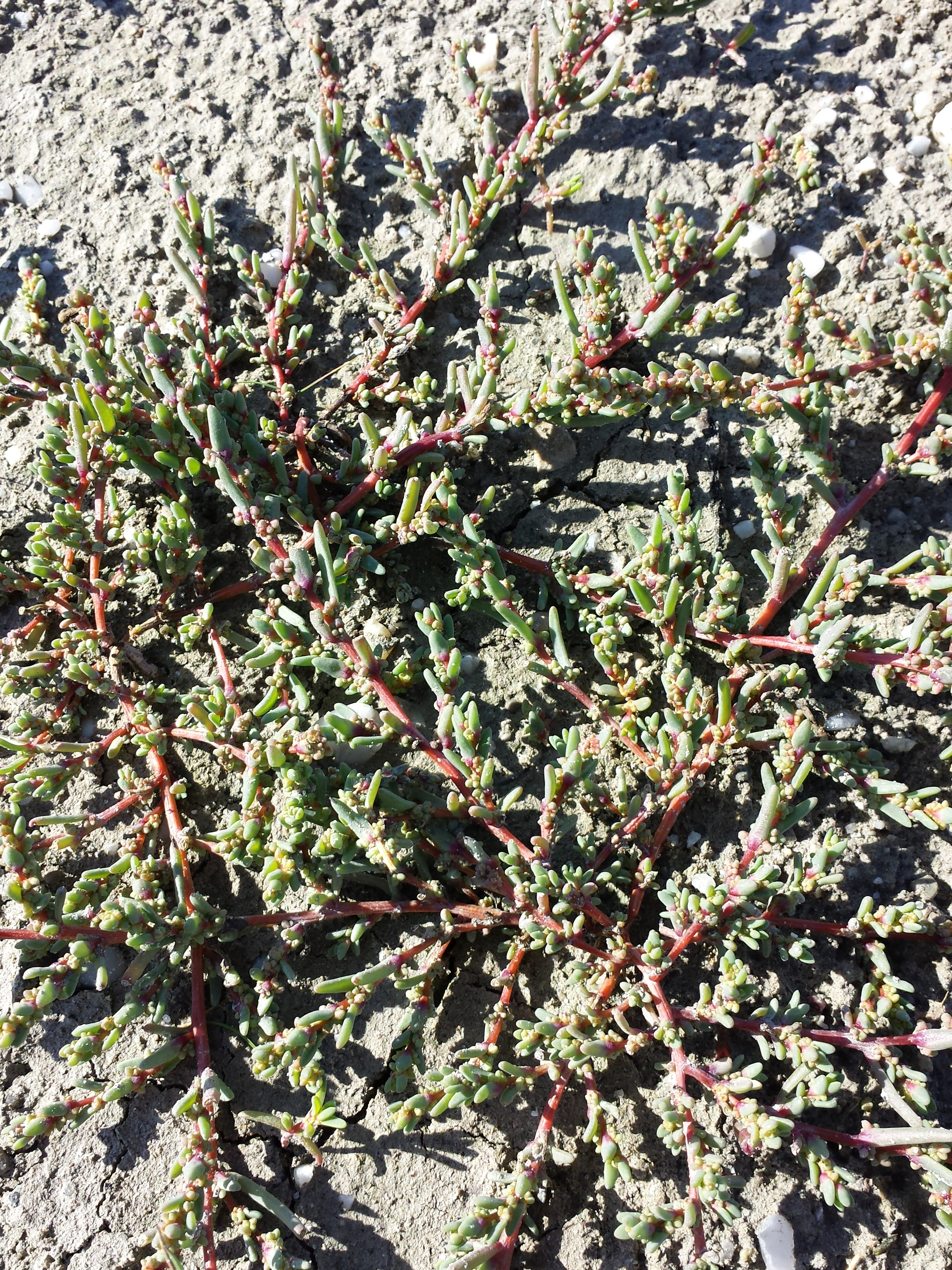
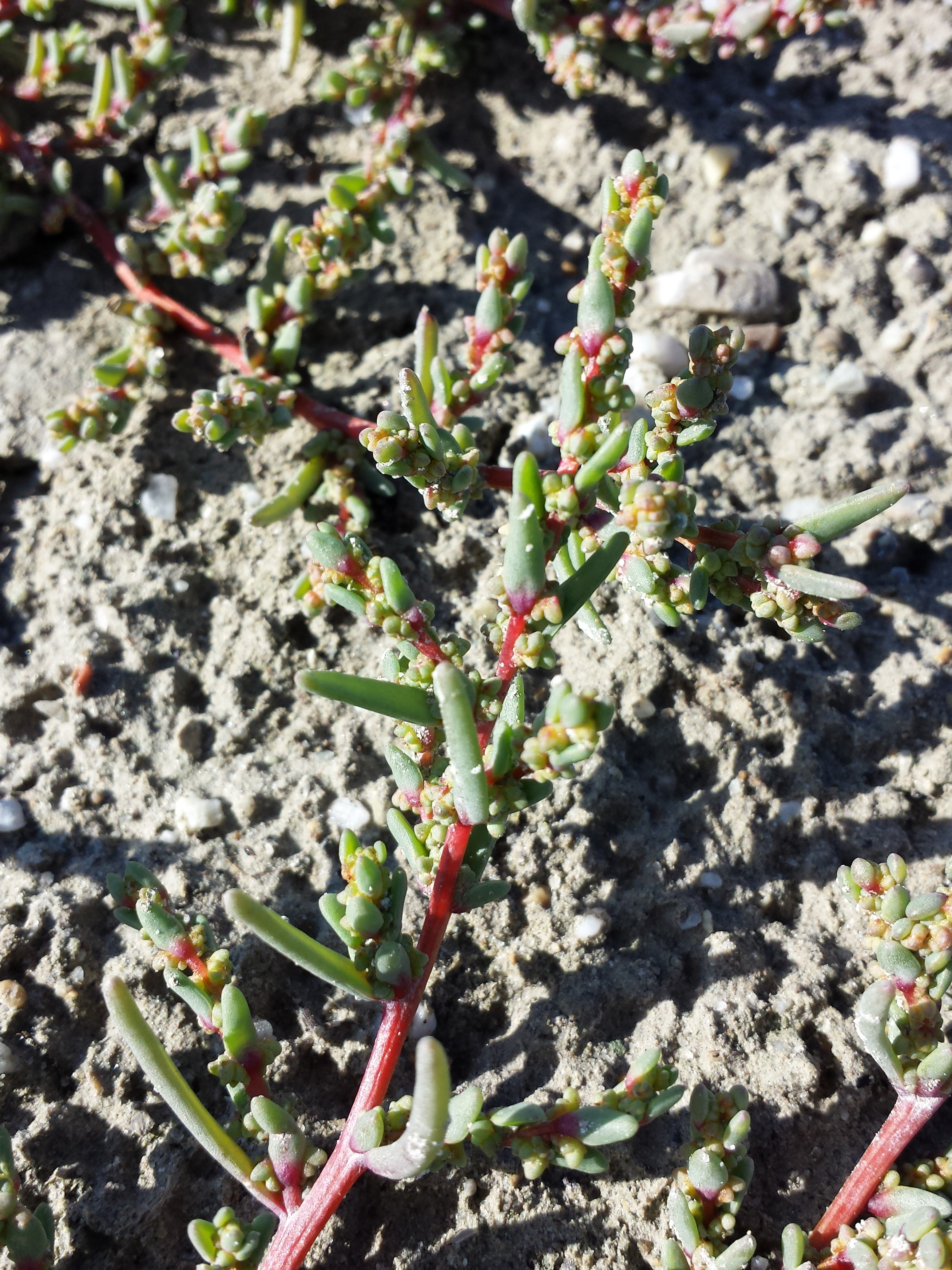
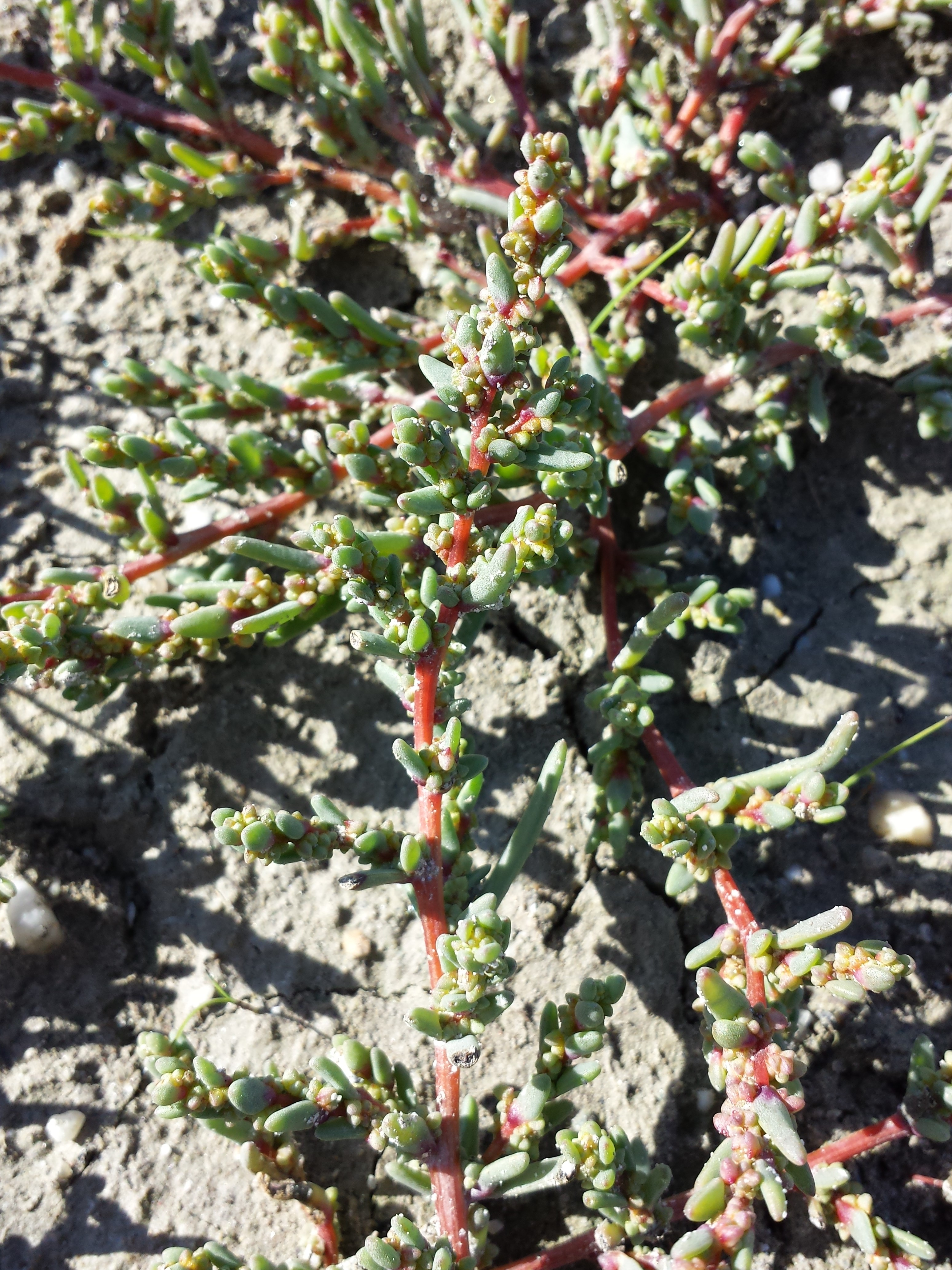
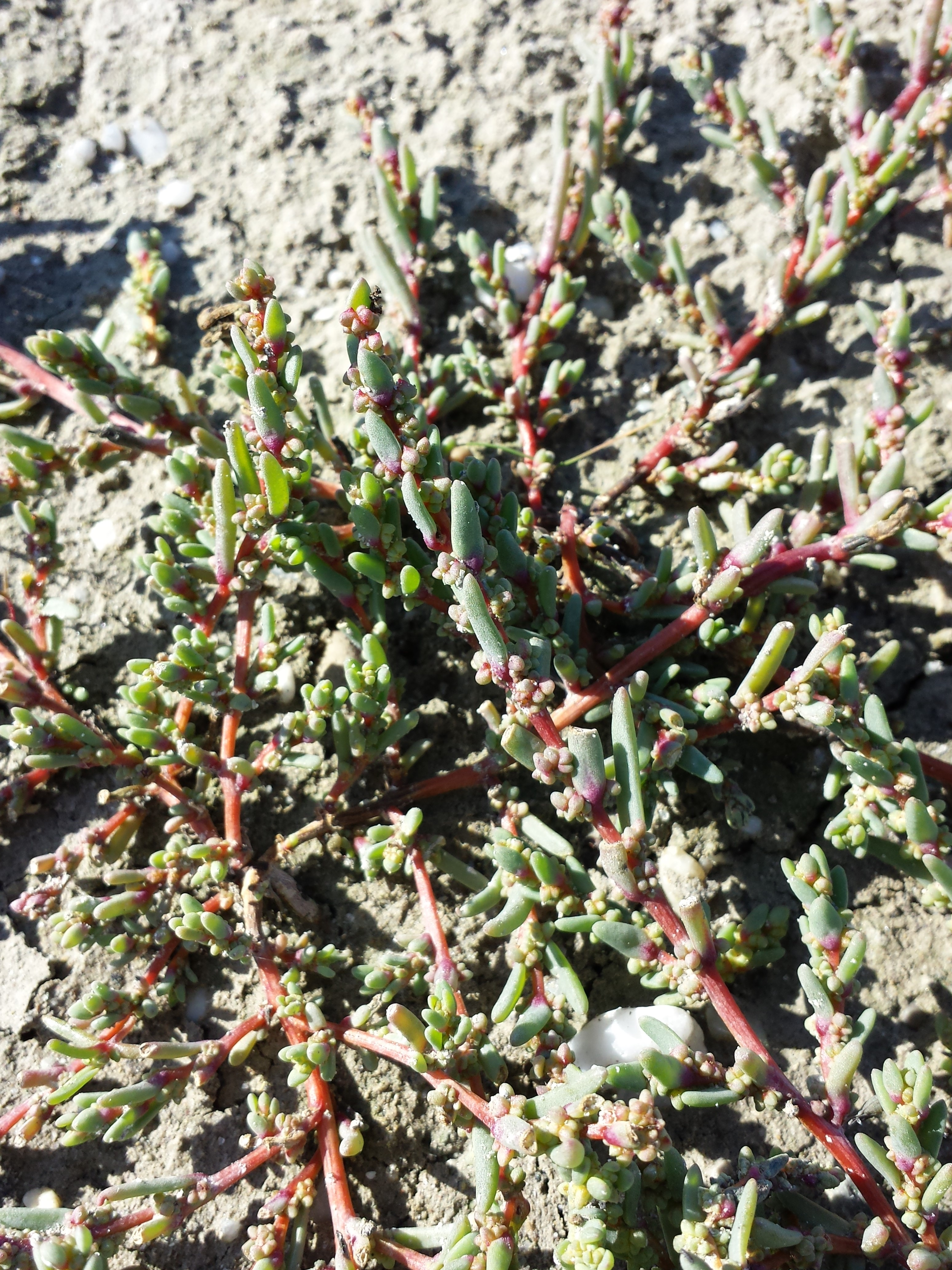
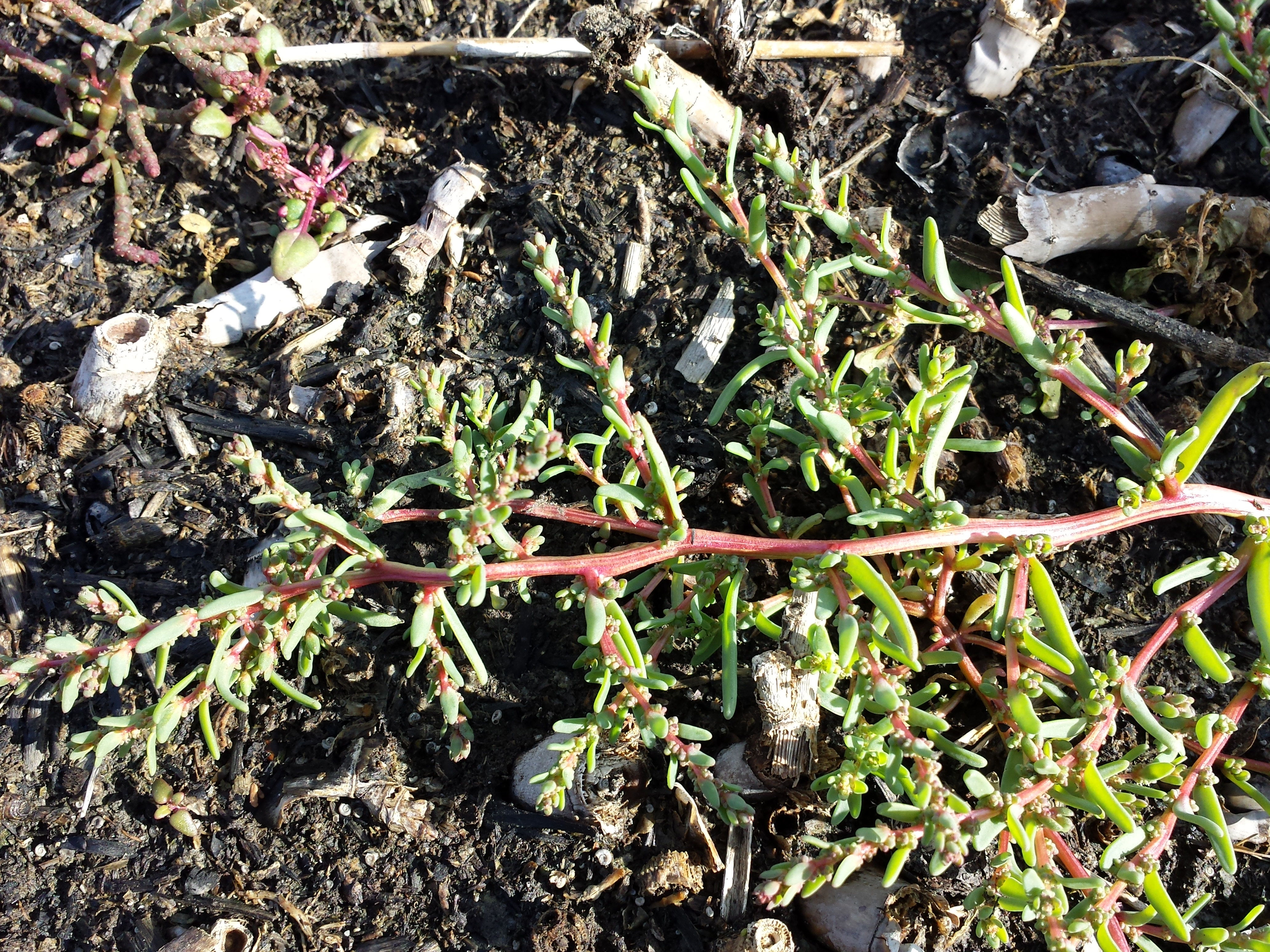